# 伊藤紘平
伊藤紘平（Ito Kohei，1988年12月5日—），日本足球運動員，司職防守中場，現效力香港甲組聯賽球隊南華。

## 球員生涯
伊藤纮平生于日本山形县酒田市，18岁时他原本有机会升读大学，但他最终选择到巴西圣保罗学习足球1年，回国后逐间职业球队寻求落班机会都没有消息，最后他只好转会关东足球联赛球队埼玉SC。
直到在一次機會下，伊藤紘平在酒田市跟香港的球證組織的交流活動中，認識來自香港的球證朋友，並獲介紹於2015年夏季到香港球壇加盟港超聯地區球會黃大仙，展開職業球員生涯，而他在2015年10月17日對南華的聯賽中，取得職業生涯首個入球，可是結果黃大仙以1–2落敗。
直到2016年2月18日，黃大仙因簽入巴西前鋒外援連拿度以致外援超額，並取消伊藤紘平的註冊，而他一直隨球會操練至球季完結。球季完結後，伊藤紘平隨港超聯球隊標準灝天跟操，可是由於對方尚未落實聘約，故他把握機會到剛升班上港超聯的業餘球會港會試腳，更願意免費加盟，雖然結果未有成事，但他於2017年2月13日宣布加盟泰甲北部球會南邦府，至2017年6月回復自由身。

## 人物
伊藤纮平加盟埼玉SC后，在家乡酒田市兼职搭棚工人和健身教练，帮补生计，其后当他来港加盟港超球队黄大仙后，于2015年12月16日出任香港飞跃足球学校教练，帮补生活费。
伊藤纮平最喜欢的球员是日本球星中泽佑二，因为他们都曾于18岁远赴巴西学法，所以伊藤纮平视中泽佑二为榜样。

## 外部連結
- Ito Kohei （页面存档备份，存于）
- Kohei Ito （页面存档备份，存于） at HKFA